# 와카바구
와카바구(일본어: 若葉区)는 일본 지바현 지바시의 북동부에 있는 구로 지바시의 6개 구 중 가장 면적이 넓다.

## 지리
동서로 길게 뻗어 있으며 서쪽은 JR 쓰가역을 중심으로 시가지가 형성되어 있는 반면, 동쪽은 전원 지대이다. 지바시의 다른 구로 주오구, 이나게구, 미도리구와 접하고 사쿠라시, 요쓰카이도시, 야치마타시, 도가네시와 접한다.

## 역사
1992년 4월 1일 지바시가 정령지정도시가 되면서 구가 설치되었다.

## 교통

### 철도
- 동일본 여객철도 소부 본선
- 지바 도시 모노레일 2호선

### 도로
- 국도 16호선
- 국도 51호선
- 국도 126호선